# Chionodoxa
Genre
Chionodoxa est un genre de plantes de la famille des liliacées originaire de Turquie.
Des études récentes utilisant le séquençage de l'ADN ont montré que les espèces classées dans le genre Chionodoxa devraient être incluses dans le genre Scilla.

## Liste d’espèces
Selon ITIS :
- Chionodoxa luciliae Boiss.

Le terme Chionodoxa vient du grec ancien et se décompose ainsi :	“Chion” (χιών) qui désigne la “neige” et “Doxa” (δόξα) la “gloire” ou la “réputation”. Il peut donc être traduit par “Gloire de la neige”, une référence au fait que ces plantes fleurissent très tôt au printemps, parfois même lorsque la neige est encore présente.

## Culture
Chionodoxa luciliae, appelée aussi Chionodoxa forbesii est cultivée en Europe occidentale à des fins ornementales. C'est une plante qui affectionne les sols drainés, ensoleillés ou mi-ombragés. Cette plante pérenne, peut vivre une vingtaine d'années. Les bulbes se plantent à une profondeur de 5 à 10 cm. Elle fleurit en mars. Les feuilles disparaissent en mai. Elle peut ainsi être plantée dans des pelouses, dès l'instant ou celles-ci ne sont pas trop piétinées ni tondues trop fréquemment.
Elle supporte facilement des climats plus froids, comme au Canada, où elle fleurit moins de dix jours seulement après la fonte du couvert de neige, et ses feuilles disparaissent début juillet.
Elle se reproduit facilement par division des bulbes ainsi que par éparpillement naturel des graines.

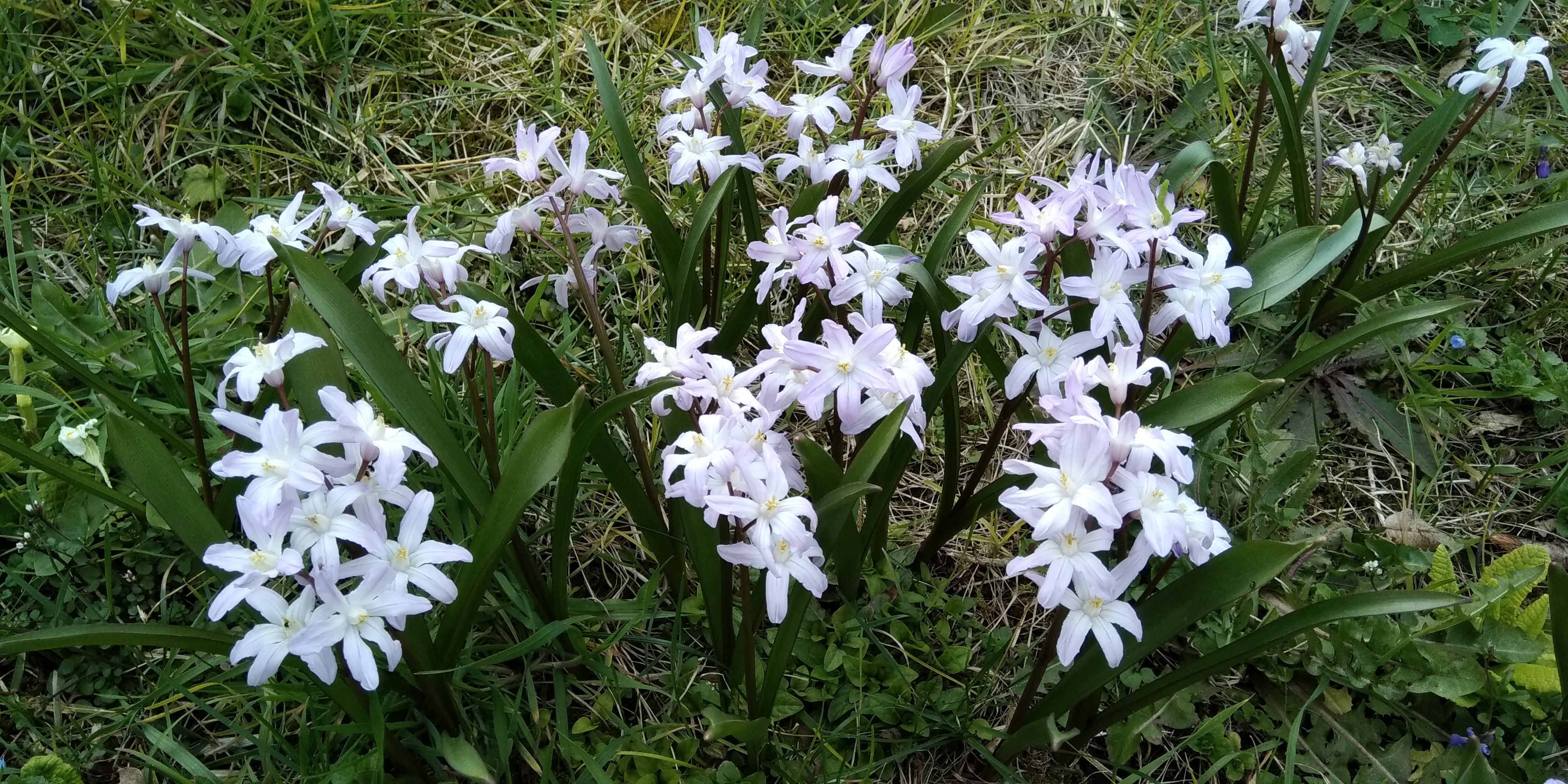
Chionodoxa, cultivars en Île-de-France